# Калиновский машиностроительный завод
Калиновский машиностроительный завод (укр. Калинівський машинобудівний завод) — промышленное предприятие в городе Калиновка Калиновского района Винницкой области Украины.

## История

### 1934 - 1991
В 1934 году на базе мастерских сахарного завода была создана машино-тракторная мастерская, коллектив которой занимался ремонтом и изготовлением оборудования для сахарных заводов, ремонтом тракторов, сеялок, дробилок, плугов и других сельскохозяйственных орудий.
После начала Великой Отечественной войны 22 июля 1941 года Калиновка была оккупирована немецкими войсками. С приближением к посёлку линии фронта в марте 1944 года все промышленные предприятия посёлка были разрушены, но после окончания боевых действий началось их восстановление (которое продолжалось и после войны в соответствии с четвёртым пятилетним планом восстановления и развития народного хозяйства СССР).
13 января 1945 года восстановленные ремонтные мастерские были преобразованы в Калиновские паровозоремонтные мастерские. В 1950е годы паровозоремонтные мастерские были реконструированы и расширены, помимо ремонта паровозов здесь было освоено производство оборудования для сахарных заводов, сельхозмашин и сельхозинструмента.
В середине 1950х годов были построены заводской Дворец культуры с залом на 400 мест, столовая, жилые дома и общежитие для рабочих завода (находившиеся на балансе предприятия).
В июне 1955 года Калиновские паровозоремонтные мастерские по приказу министерства пищевой промышленности СССР были реорганизованы в Калиновский ремонтно-механический завод, специализацией которого стали производство и ремонт технологического и транспортного оборудования для сахарной промышленности.
В июле 1957 года разработанный заводом буртоукладчик занял первое место в общесоюзном конкурсе на лучший образец конструкции машины для механизации работ для разгрузки и укладки корнеплодов сахарной свеклы, которых проводили "Главсахар" и НТО пищевой промышленности СССР. За создание буртоукладчика (ставшего экспонатом Выставки достижений народного хозяйства и отмеченного дипломом ВДНХ II степени) коллектив конструкторов был награждён медалями ВДНХ, а коллектив рабочих завода - награждён переходящим Красным знаменем Совета министров СССР и ВЦСПС.
В августе 1958 года Калиновский ремонтно-механический завод был переименован в Калиновский машиностроительный завод управления машиностроения и энергетики Винницкого совнархоза, в дальнейшем он получил статус предприятия союзного значения.
В 1966 - 1970 гг. производительность труда на заводе увеличилась в 1,7 раз, а объем производства - в 2,4 раза. В результате, за производственные достижения в 1968 году коллектив предприятия был награждён памятным Красным знаменем ЦК КПУ, Президиума Верховного Совета УССР, Совета министров УССР и республиканского отделения ВЦСПС.
Объём продукции, предусмотренный восьмым пятилетним планом развития народного хозяйства СССР (1966 - 1970 гг.) завод завершил досрочно 26 ноября 1970 года, до окончания 1970 года дополнительно выпустив сверхплановой продукции на 2 млн. рублей.
По состоянию на начало 1972 года завод являлся крупнейшим промышленным предприятием Калиновки, в это время он специализировался на производстве буртоукладчиков для предприятий сахарной промышленности СССР. Выпущенные заводом машины работали на полях почти всех сахарных заводов СССР, а также экспортировались в ГДР, Польшу, Румынию и Югославию.
Поскольку завод относился к категории передовых (уже в 1972 году каждый пятый работник участвовал в рационализаторской деятельности), в 1981 году на заводе начал работу 16-й отдел республиканского НИИ продовольственного машиностроения, а в 1983 году при заводе было открыто профессионально-техническое училище (в дальнейшем - ПТУ № 21). В 1986 году на базе завода было создано производственное объединение "Пищемаш" министерства машиностроения для лёгкой и пищевой промышленности и бытовых приборов СССР.
В целом, в советское время завод входил в число крупнейших предприятий города, на его балансе находились объекты социальной инфраструктуры.

### После 1991
В мае 1995 года Кабинет министров Украины утвердил решение о приватизации ПО "Пищемаш", которое 15 марта 1996 года было преобразовано в открытое акционерное общество.
В мае 1998 года ОАО "Калиновский машзавод" был преобразован в ООО "Калиновское", в 2001 году ООО "Калиновское" было реорганизовано в ЗАО "Калиновский машиностроительный завод".
Начавшийся в 2008 году экономический кризис осложнил положение предприятия, в ноябре 2008 года завод остановил половину производственных мощностей (в интервью 2010 года директор завода А. Остапенко сообщил, что в 2008 году доходы предприятия составили почти 80 млн. гривен, однако в следующем году объемы производства сократились на 50%).
В августе 2010 года завод возобновил экспорт в Польшу (куда был продан один теплогенератор стоимостью 50 тыс. евро), кроме того, в это время продукция предприятия экспортировалась в Белоруссию, Россию и Турцию.
В 2011 году численность рабочих завода составляла около 500 человек, в это время предприятие экспортировало продукцию во все страны СНГ, Прибалтику, Польшу и Турцию.

## Современное состояние
Завод специализируется на производстве оборудования для сахарной, молочной, консервной и мясоперерабатывающей промышленности, а также выпускает почвообрабатывающие машины для сельского хозяйства, теплогенераторы, хлебопекарные печи, авторазгрузчики для автомашин с зерном, картофелем и яблоками, а также потребительские товары.